# Jatto Ceesay
Jatto Ceesay (ur. 16 listopada 1974 w Bandżulu) – piłkarz reprezentacji Gambii, który gra obecnie w cypryjskim Othellos Athienou na pozycji pomocnika. Karierę rozpoczął w 1993 roku w gambijskim zespole Wallidan Sens z Bandżulu, w którym grał do 1995 roku. Drugi zespół w karierze zawodnika to Willem II Tilburg, którego zawodnikiem był przez dziewięć sezonów. Następnie przeszedł do saudyjskiego zespołu Al-Hilal i tam występował przez jeden sezon, po czym wrócił do Willem II, gdzie spędził kolejne dwa lata. Kolejnym klubem Gambijczyka był cypryjski AEK Larnaka. W latach 2007–2008 był zawodnikiem holenderskiego drugoligowca FC Omniworld. Grał też w 2 innych cypryjskich zespołach: AEP Pafos i Digenis Akritas Morphou.